# Jagdbombergeschwader 41
Das Jagdbombergeschwader 41 (JaboG 41) war ein fliegender Verband der Luftwaffe am Standort Husum. Er ging 1980 aus dem Leichten Kampfgeschwader 41 hervor und wurde mit Einnahme der Luftwaffenstruktur 4 im Jahre 1993 aufgelöst.

## Geschichte

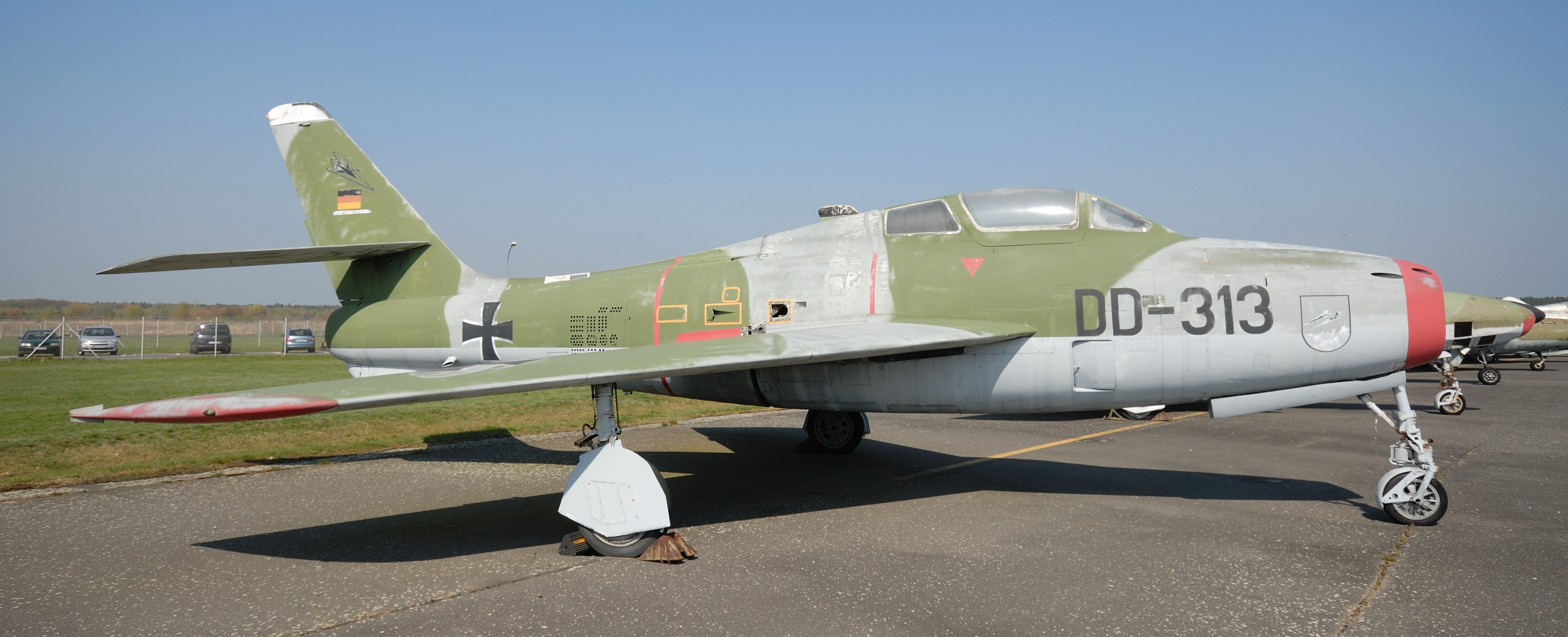
F-84F Thunderstreak der Luftwaffe

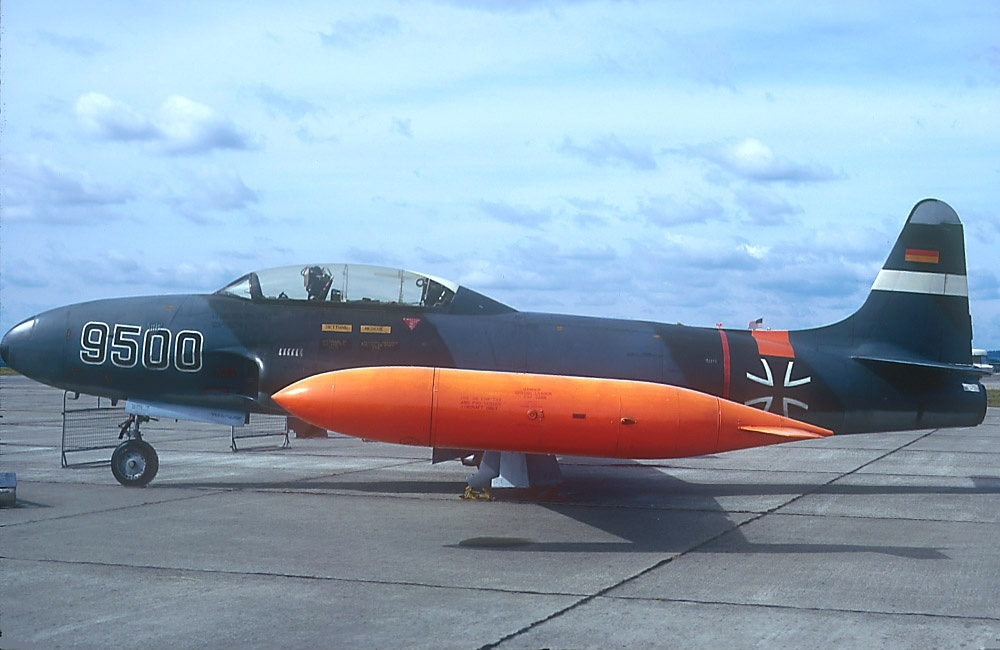
T-33A der Luftwaffe

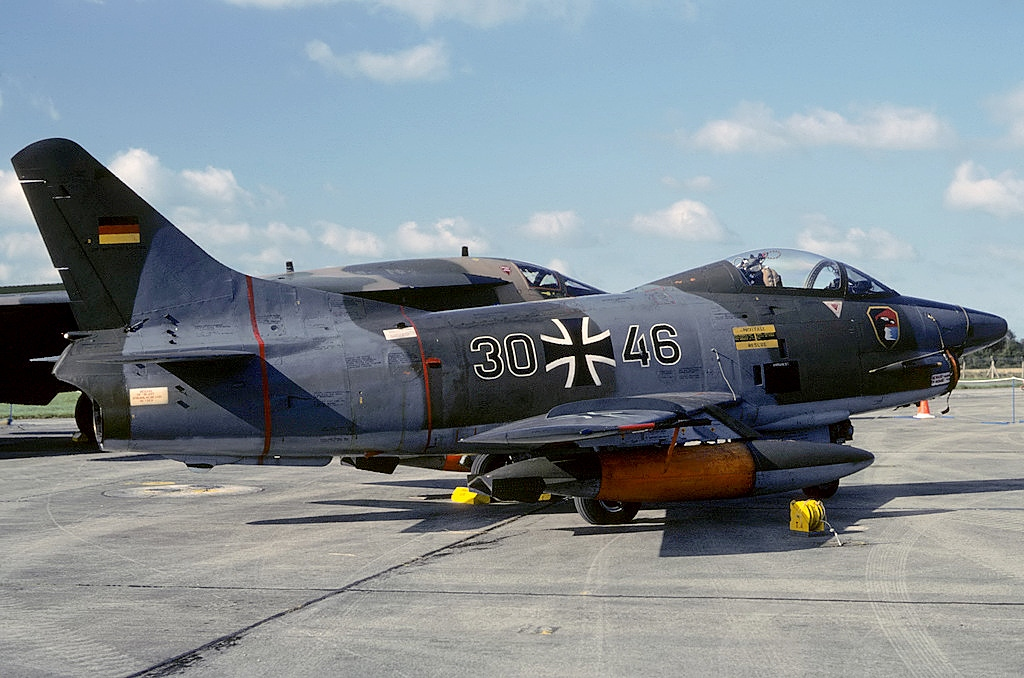
Fiat G.91R, 1981

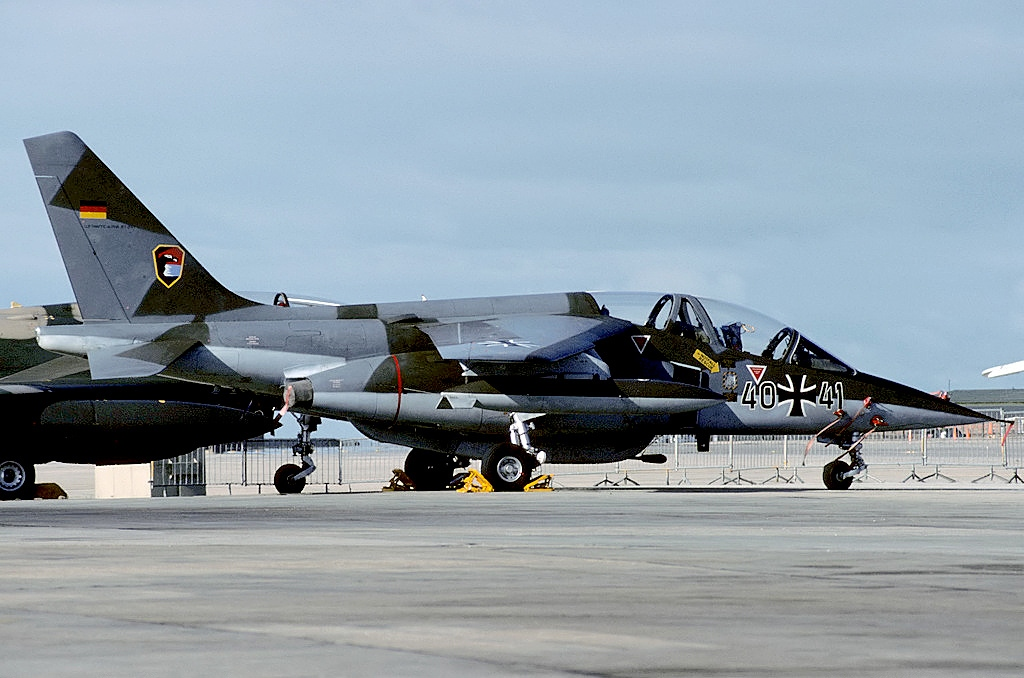
Alpha Jet A, 1984

Vorgänger des Jagdbombergeschwaders 41 waren von 1966 bis 1980 das Leichte Kampfgeschwader 41 und davor von 1959 bis 1966 das Jagdbombergeschwader 35.
Am 11. Juni 1958 erließ der Führungsstab der Luftwaffe einen Vorbefehl zur Aufstellung des Jagdbombergeschwaders 34 (JaboG 34) mit Standort Husum. Das für dieses Geschwader vorgesehene Personal wurde in Nörvenich und Faßberg zusammengezogen. Ein Vorauskommando zur Übernahme des Flugplatzes wurde im Juli 1958 nach Husum entsandt. Da sich der Termin Ende 1958 für die Fertigstellung der für einen Flugbetrieb erforderlichen Infrastruktur in Husum nicht halten ließ, wurde beschlossen, das JaboG 34 in Lechfeld aufzustellen.
Für Husum wurde dafür das für eine spätere Aufstellung vorgesehene Jagdbombergeschwader 35 (JaboG 35) eingeplant. Dieses wurde in Teilen ab dem 1. Dezember 1958 in Faßberg und ab 1. Februar 1959 auch in Nörvenich aufgestellt. Zum 1. Oktober 1959 erfolgte die Zusammenlegung am Fliegerhorst Husum. Als erste Flugzeugmuster erhielt der Verband 49 F-84F „Thunderstreak“ sowie 4 Lockheed T-33A zur Schulung. Die NATO-Assignierung erfolgte zum 1. August 1961. Im Mai 1963 begann die Umschulung der ersten Piloten auf das neue Waffensystem Fiat G.91 und im August 1963 erhielt das Geschwader die ersten neuen Flugzeuge. Es folgte ein Phase, in der die erste Staffel weiterhin die F-84F flog, während die zweite Staffel Flugbetrieb mit der Fiat G.91 durchführte und im Juli 1964 mit der G-91 der NATO assigniert wurde. Die letzten F-84F wurden im Juni 1965 abgeschleust.
Mit Wirkung zum 1. Januar 1966 wurde das JaboG 35 umgegliedert und in Leichtes Kampfgeschwader 41 (LeKG 41) umbenannt. Mit der Einführung der Fiat G.91 wurde die Unterstützung der Landstreitkräfte mit der damals aktuellen Operationsart Offensive Luftunterstützung (englisch Offensive Air Support (OAS)), zu jener Zeit bestehend aus Gefechtsfeldabriegelung, Luftnahunterstützung und Taktischer Luftaufklärung der Schwerpunkt des Geschwaderauftrages. Zwar war auch der Einsatz im Kampf gegen das gegnerische Luftkriegspotential vorgesehen, aber bei der geringen Reichweite der beladenen G.91 war das eine eher theoretische Option. Die Aufgabenverteilung sah für die erste Fliegende Staffel 70 % Luftaufklärung und 30 % Luftangriff vor, bei der zweiten Staffel war das Verhältnis umgekehrt. Das Einsatzkonzept sah bei Alarmierung des Verbandes eine Auflockerung und Verlegung auf nahe dem Einsatzraum gelegene Einsatzplätze bis hin zum Betrieb von Sportflugplätzen oder Notlandeplätzen vor. Daher waren das Geschwader voll verlegbar und verfügte mit 280 Kraftfahrzeugen über einen umfangreichen Fuhrpark.
Im Vorgriff auf die Umrüstung auf das Waffensystem Alpha Jet erfolgte zum 1. Oktober 1980 eine erneute Umgliederung und Änderung der Geschwaderbezeichnung. Aus dem Leichten Kampfgeschwader 41 wurde das Jagdbombergeschwader 41. Laut Planung sollte der Alpha Jet die Fiat G.91 beim JaboG 41 ab März 1981 ersetzen. Tatsächlich verließen die letzten G.91 Husum erst am 11. Februar 1982. Der erste Alpha Jet wurde dem Geschwader am 4. Januar 1982 zugeführt. Im Dezember 1982 war die Umrüstung abgeschlossen. Das Geschwader verfügte damit über 51 Alpha Jets, davon 14 Doppelsitzer. Im Februar 1983 überprüfte die NATO die Fähigkeiten des Geschwaders mit dem neuen Waffensystem und nach bestandener taktischer Überprüfung (englisch Tactical Evaluation (TacEval)) wurde das Geschwader mit dem Einsatzmuster Alpha Jet der NATO re-assigniert.
Anfang 1991 gab das JaboG 41 zwölf Alpha Jets an das Jagdbombergeschwaders 43 in Oldenburg ab, damit dieses am 6. Januar 1991 im Rahmen seines [8Allied Command Europe Mobile Forces|AMF-Auftrages9] mit Flugzeugen im gleichen Rüstzustand für die Operation ACE Guard nach Erhaç in die Türkei verlegen konnte.
Das JaboG 41 wurde als letztes Geschwader auf den Alpha Jet umgerüstet, war aber im Zuge der Reduzierung der Streitkräfte nach der Wiedervereinigung Deutschlands das erste, welches im Zuge der Einnahme der Luftwaffenstruktur 4 aufgelöst wurde. Die 1. Staffel wurde bereits am 12. Dezember 1991 außer Dienst gestellt. Am 22. Dezember 1992 wurde zum letzten Mal Routineflugbetrieb durchgeführt und am 21. Januar 1993 verließen die letzten Alpha Jets Husum. Der Verband wurde am 31. März 1993 aufgelöst. Bis dahin wurden beim Jabo G 41 insgesamt 109.777 Flugstunden, davon 90.050 Stunden mit dem Waffensystem Alpha Jet geflogen. Nach der Auflösung des Geschwaders übernahm die Flugabwehrraketengruppe 26 die Liegenschaft.

## Genutzte Flugzeugmuster
- F-84F (1959–1965)
- T-33A (Trainer 1959– ca. 1963)
- Fiat G.91 (1963–1982)
- Alpha Jet (ab 1982)

## Kommodore
Die Kommodore des Jagdbombergeschwaders 41, einschließlich der Vorgängerverbände waren:
| Nr. | Name                       | Zeit              | Bemerkung        |
| --- | -------------------------- | ----------------- | ---------------- |
| 9   | Oberst Dirk Weimar         | 10/1989 – 3/1993  | -                |
| 8   | Oberst Jürgen Knoppe       | 10/1986 – 9/1989  | -                |
| 7   | Oberst Hans-Dieter Rulle   | 4/1984 – 9/1986   | -                |
| 6   | Oberst Jürgen Schlüter     | 4/1982 – 3/1984   | -                |
| 5   | Oberst Reinhard Mesch      | 10/1977 – 04/1982 | LeKG 41/JaboG 41 |
| 4   | Oberst Christmuth Eberlein | 10/1974 – 09/1977 | LeKG 41          |
| 3   | Oberst Dieter Hein         | 2/1968 – 10/1974  | LeKG 41          |
| 2   | Major Gerhard Limberg      | 10/1963 – 2/1968  | JaboG 35/LeKG 41 |
| 1   | Oberstleutnant Karl Henze  | 3/1959 – 9/1963   | JaboG 35         |

## Unterstellung
Truppendienstlich unterstand das Jagdbombergeschwader 41 der 3. Luftwaffendivision in Kalkar.
Für den Einsatz war das Geschwader der NATO assigniert und unterstand auf Grund seiner Stationierung in Schleswig-Holstein und damit im  NATO-Kommandobereich Ostseezugänge (englisch Baltic Approaches (BALTAP)) dem Kommandeur der Luftstreitkräfte Ostseezugänge (COMAIRBALTAP) des und bekam seine Einsatzaufträge von dessen Tactical Air Operations Centre (TAOC). In besonderen Lagen konnte Luftnahunterstützung auch aus dem Air Support Operations Centre (ASOC) des Korps  Alliierte Landstreitkräfte Schleswig-Holstein und Jütland (LANDJUT) beauftragt werden.

## Zwischenfälle
Beim Flugbetrieb des LeKG 41/JaboG 41 mit dem Flugzeugmuster Fiat G.91 ereigneten sich 18 Flug-/Bodenunfälle, bei denen insgesamt 4 Luftfahrzeugführer tödlich verletzt wurden.
Beim Flugbetrieb des JaboG 41 mit dem Waffensystem Alpha Jet ereigneten sich zwei Flugunfälle. 
- Beim Absturz der 41+10 am 15. April 1987 über der Nordsee wurde der Pilot tödlich verletzt.[5]

- Beim Absturz der 41+60 am 13. März 1990 über der ostfriesischen Halbinsel konnte sich der Pilot mit dem Schleudersitz retten.[3]